# Uppland Big Band
Uppland Big Band, UBB, är ett storband i Uppsala. Det startades i början av 1990-talet som en musik- och ungdomssatsning på SR Uppland under ledning av Åke Strandberg. UBB har gjort framträndanden med bland annat Karl Olandersson, Claes Janson, Bertil Strandberg, Ulf Johansson Werre, Titti Sjöblom, Hayati Kafé, Göran Fröst och Frida Matsdotter.
Radio Uppland Big Band har spelat in lystringssignalen för Sveriges Radios trafikmeddelanden. (Den är komponerad och arrangerad av Åke Strandberg.)
2012 ändrades namnet från "Radio Uppland Big Band", till "Uppland Big Band".

## Diskografi
- 1993 - Radio Uppland Big Band (Sittel SITCD 9207)